# Viki
Koordinaten: 58° 21′ N, 22° 5′ O

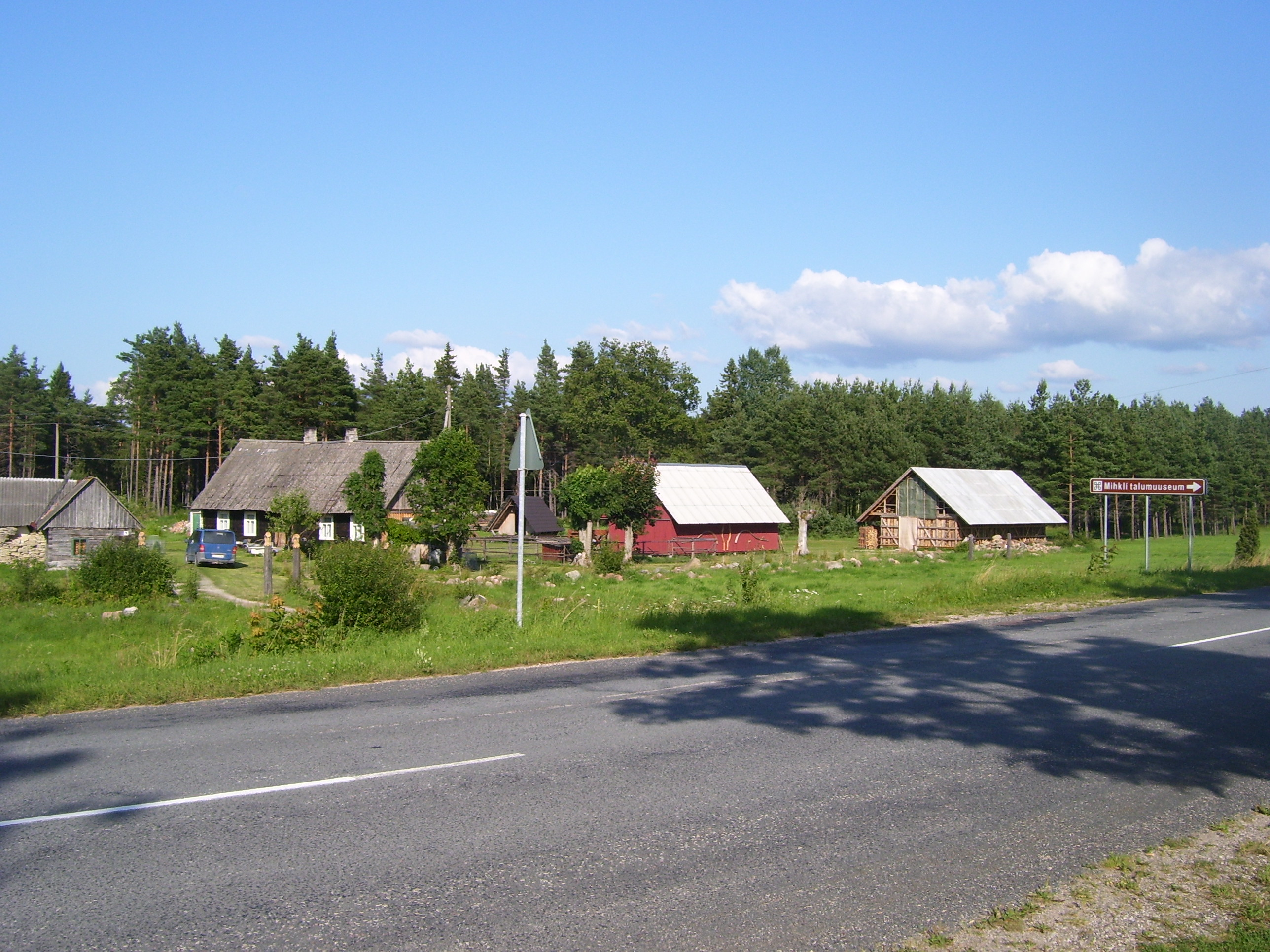
Dorfansicht

Viki ist ein Dorf (estnisch küla) auf der größten estnischen Insel Saaremaa. Es gehört zur Landgemeinde Saaremaa (bis 2017: Landgemeinde Kihelkonna) im Kreis Saare.

## Einwohnerschaft, Lage und Geschichte
Der Ort hat 41 Einwohner (Stand 31. Dezember 2011). Er liegt zwei Kilometer östlich von Kihelkonna.
Das Dorf wurde erstmals 1778 unter dem Namen Wicki urkundlich erwähnt.

## Bauernhofmuseum Mihkli

### Gründung
Bekannt ist Viki vor allem für den Bauernhof Mihkli (Mihkli talu), der zu einem ethnographischen Museum umgestaltet worden ist. Seine Gründung geht auf den letzten aktiven Landwirt von Mihkli, Jakob-Eduard Reht (1886–1969), zurück, der ihn in der achten Generation bewirtschaftet hatte und nach dem Zweiten Weltkrieg dem Staat vermachte. Im Februar 1959 wurde der Bauernhof als Museum der Öffentlichkeit zugänglich gemacht. Heute untersteht der Hof dem Saaremaa muuseum in der Inselhauptstadt Kuressaare.

### Beschreibung
Der großzügig angelegte Komplex besteht aus zahlreichen historischen Gebäuden, die für die traditionelle Architektur der Bauerngehöfte der Region stehen. Daneben sind zahlreiche originale Gerätschaften und Haushaltsgegenstände zu sehen, die die Lebens- und Arbeitsweise der Landbevölkerung von West-Saaremaa anschaulich dokumentieren. Die ältesten stammen aus dem 18. Jahrhundert.
Eine Mauer umgibt die gesamte Anlage. Die meisten Gebäude sind kreisförmig um die Hoffläche gruppiert. Ein Großteil der unbebauten Fläche wird als Blumengarten genutzt.
„Im Wohnhaus der Familie sind Alltagsgegenstände als Beispiele für künstlerisches Bauernhandwerk am ursprünglichen Platz ausgestellt. Die Schmiede (von 1854), das einzige Steingebäude, durfte in keinem Bauernhof fehlen. Sie wurde in den Sommermonaten als Küche benutzt; um die Arbeit mit dem riesigen Kochtopf zu erleichtern, gibt es eine Konstruktion über der Feuerstelle, die es ermöglicht, den Topf ohne viel Kraftaufwand zu bewegen. Da der Raum auch als Sauna benutzt werden konnte und auch für das Bierbrauen verwendet wurde, ist eine Art hölzerne Wasserleitung an der Außenwand angebracht, die die Stube mit dem Brunnen verband. […] Auf Saaremaa fällt die Vielzahl der Scheunen auf, weil zu einem Bauernhof gleich mehrere gehören. In Mihkli sind es zwei, wobei die ältere aus der Zeit um 1700 stammt. Auch das neuere Gebäude mit seinem U-förmigen Grundriß ist nicht ganz neu, denn zu seiner Errichtung wurden die alten Balken des Wohnhauses wiederverwendet. Dort waren verschiedene Kammern zur Aufbewahrung von Getreide, Fleisch, Fisch und Kleidung untergebracht. In den risalitartig angeschlossenen Eckkammern gefanden sich in den Sommermonaten die Schlafstellen der Mädchen. 1991 wurden die Scheuen mit neuen Schilfdächern versehen, die, wenn die Meister ihr Handwerk beherrschen, durchaus 70 bis 100 Jahre lang halten werden.“

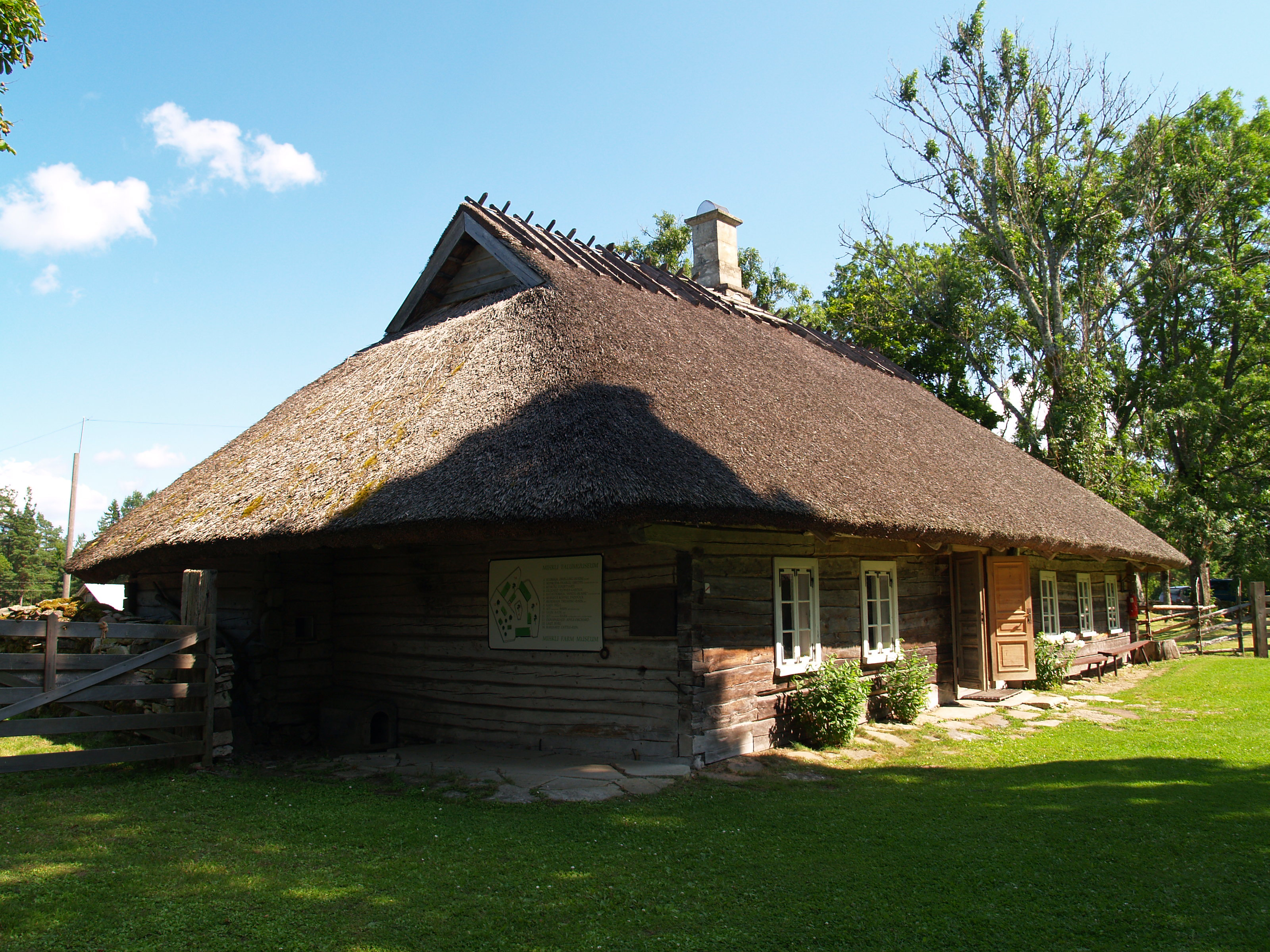
Wohngebäude
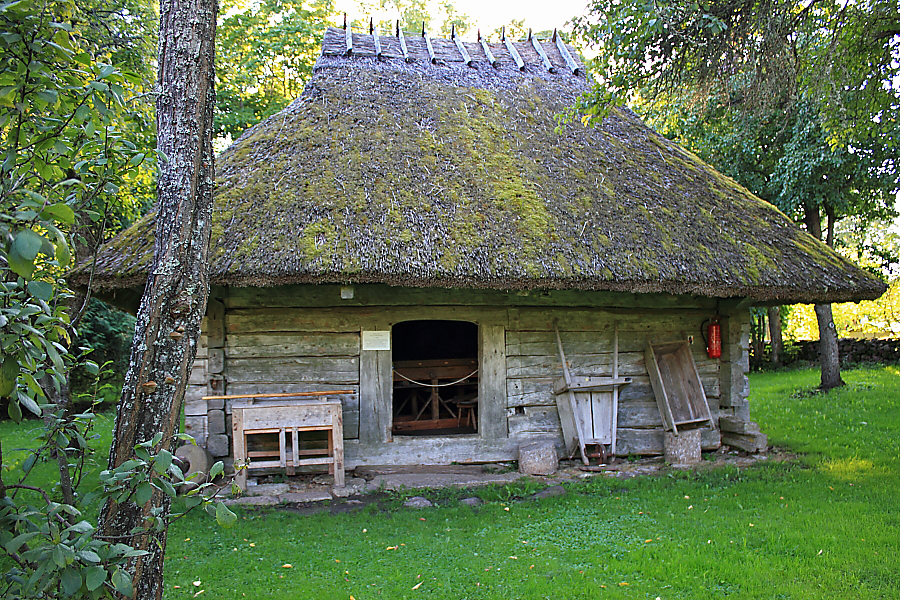
Scheune
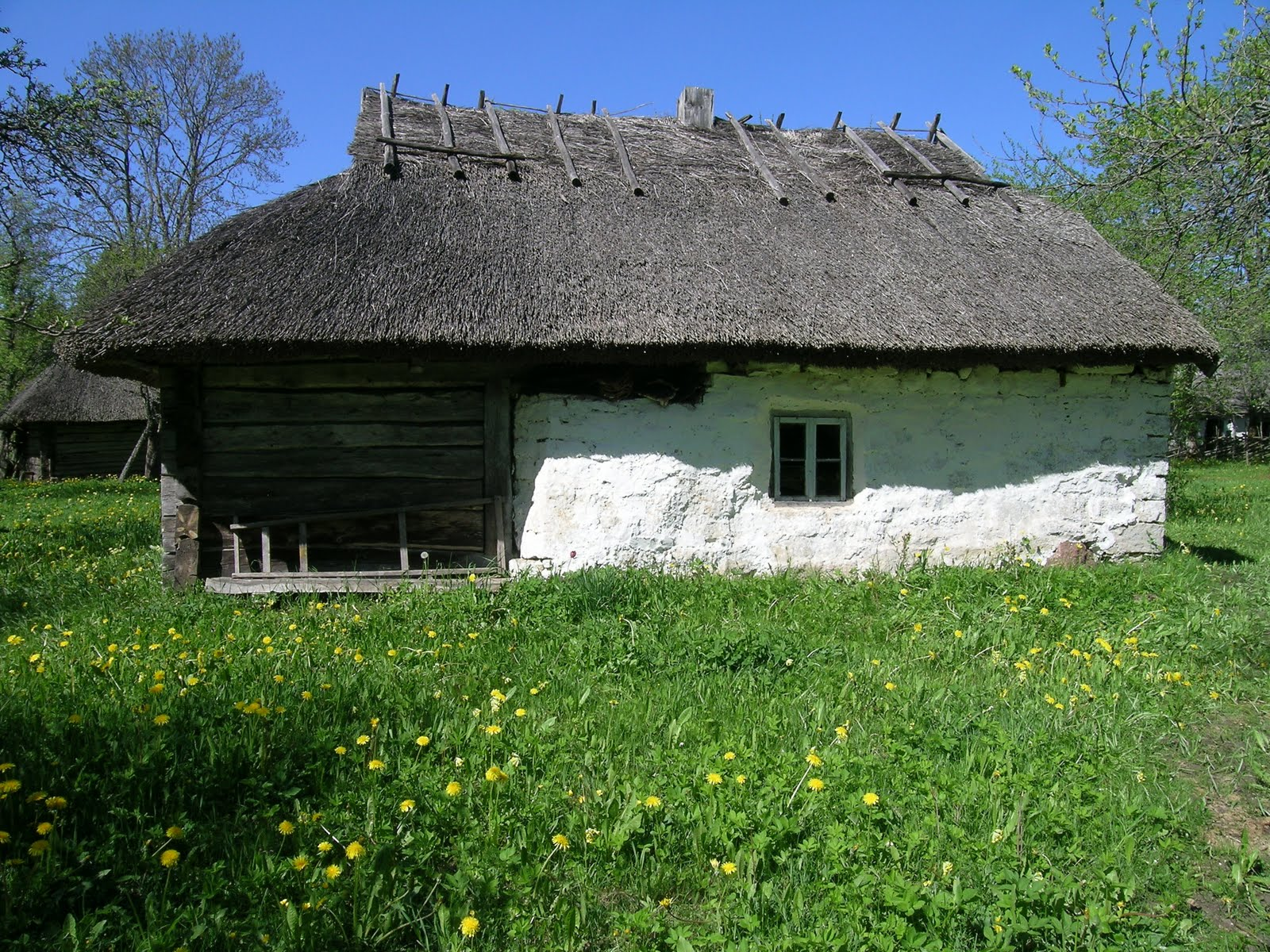
Sauna
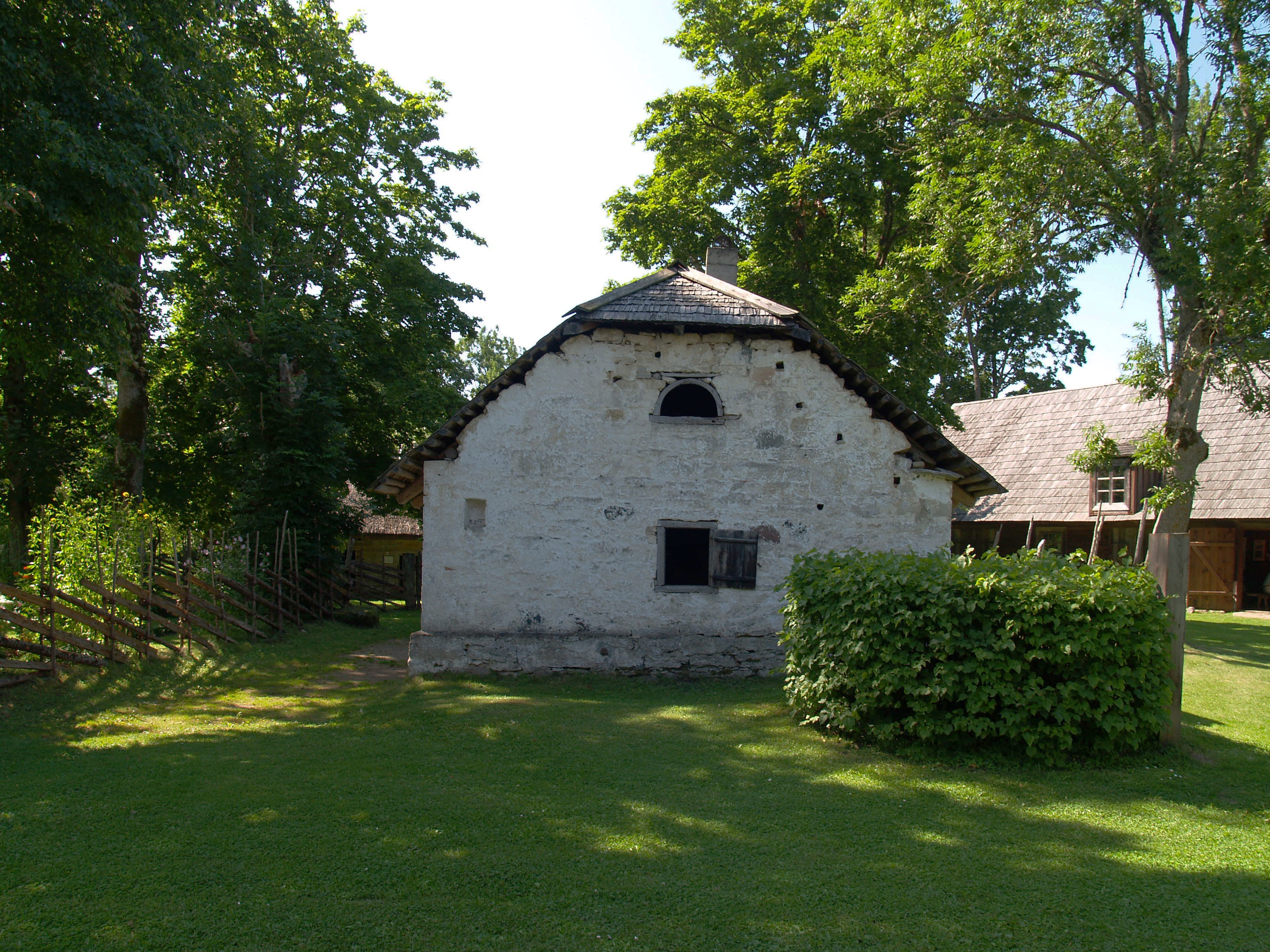
Schmiede
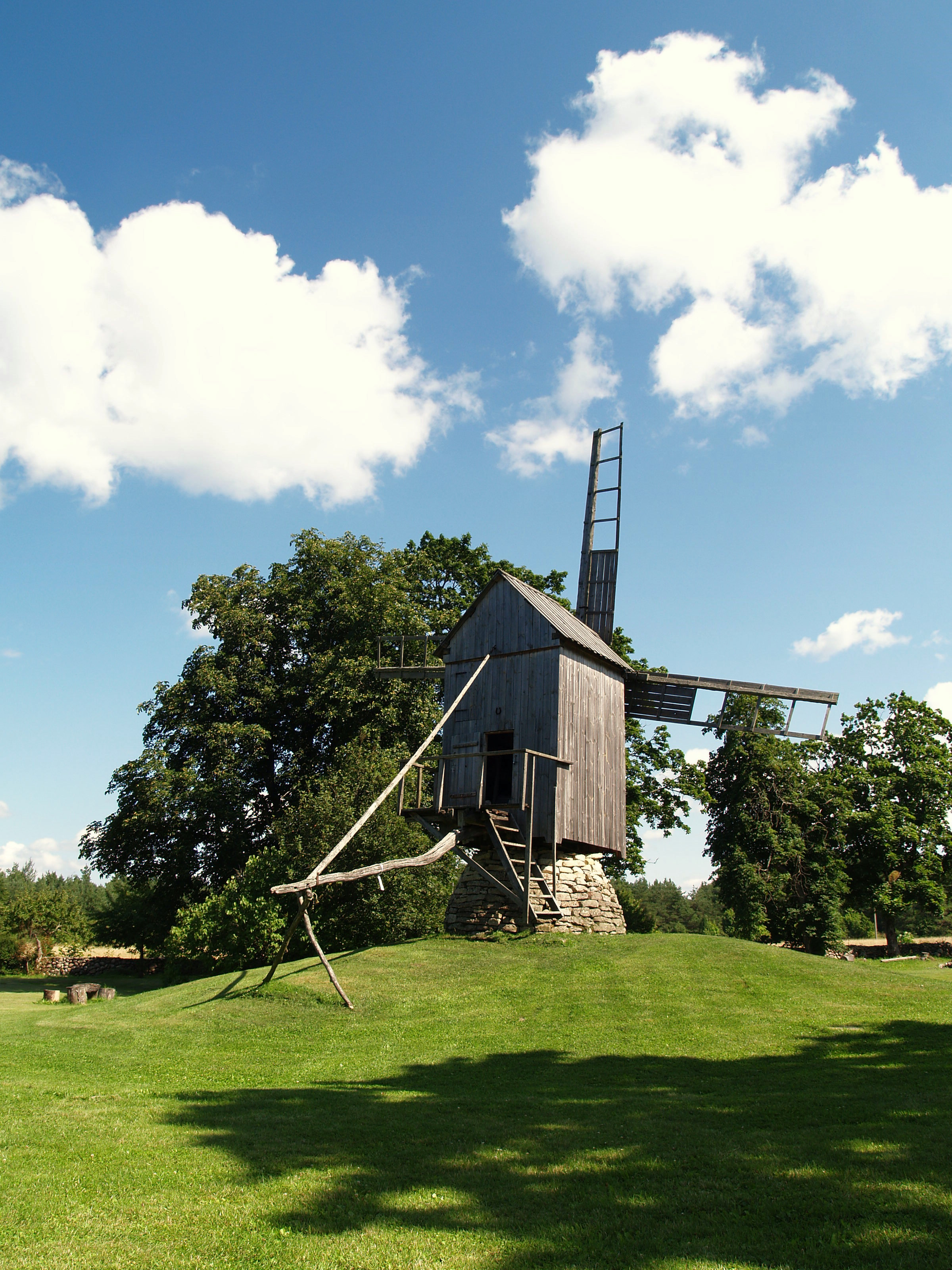
Windmühle
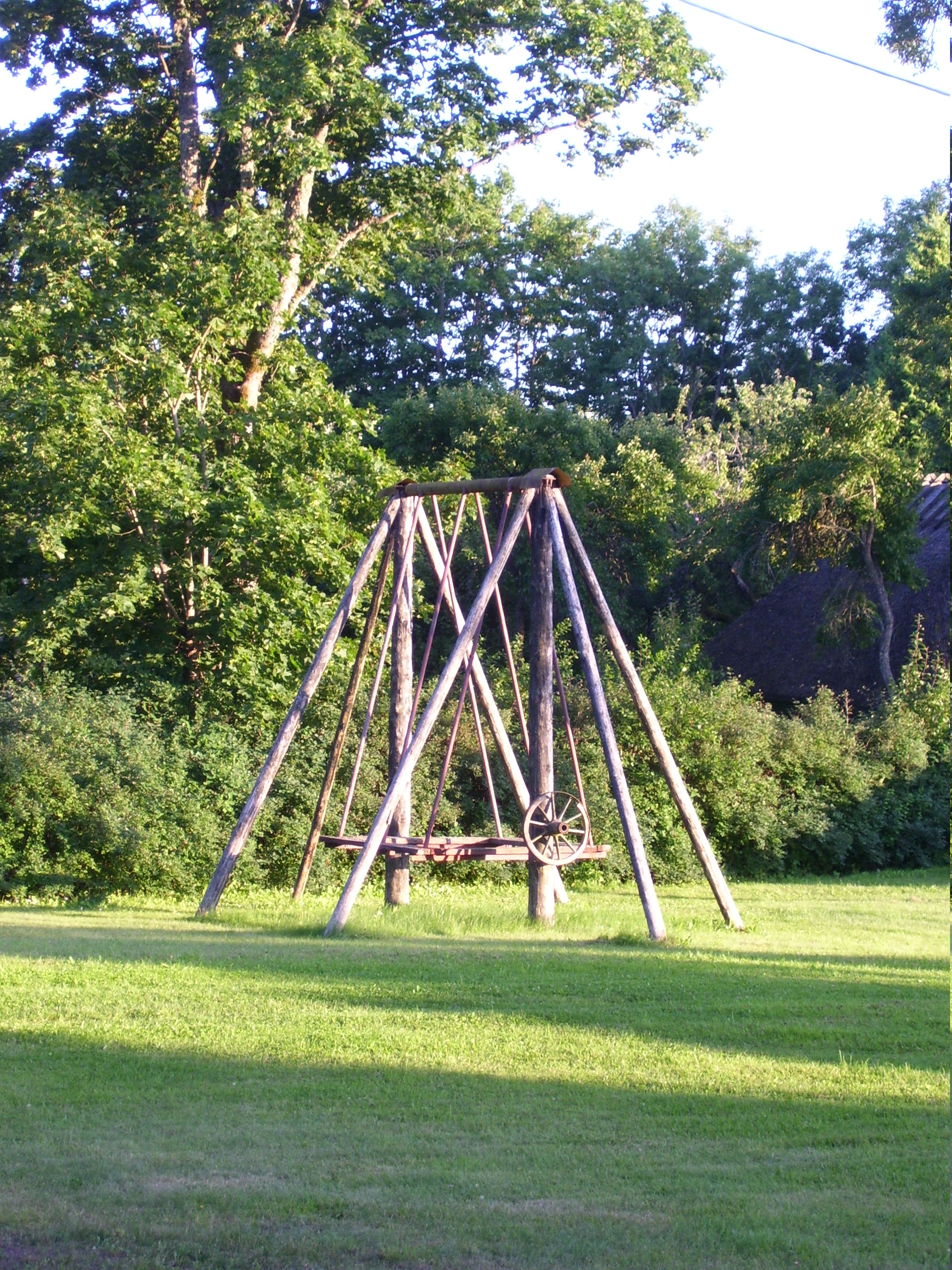
Schaukel